# Ministerstwo Spraw Wewnętrznych (2011–2015)

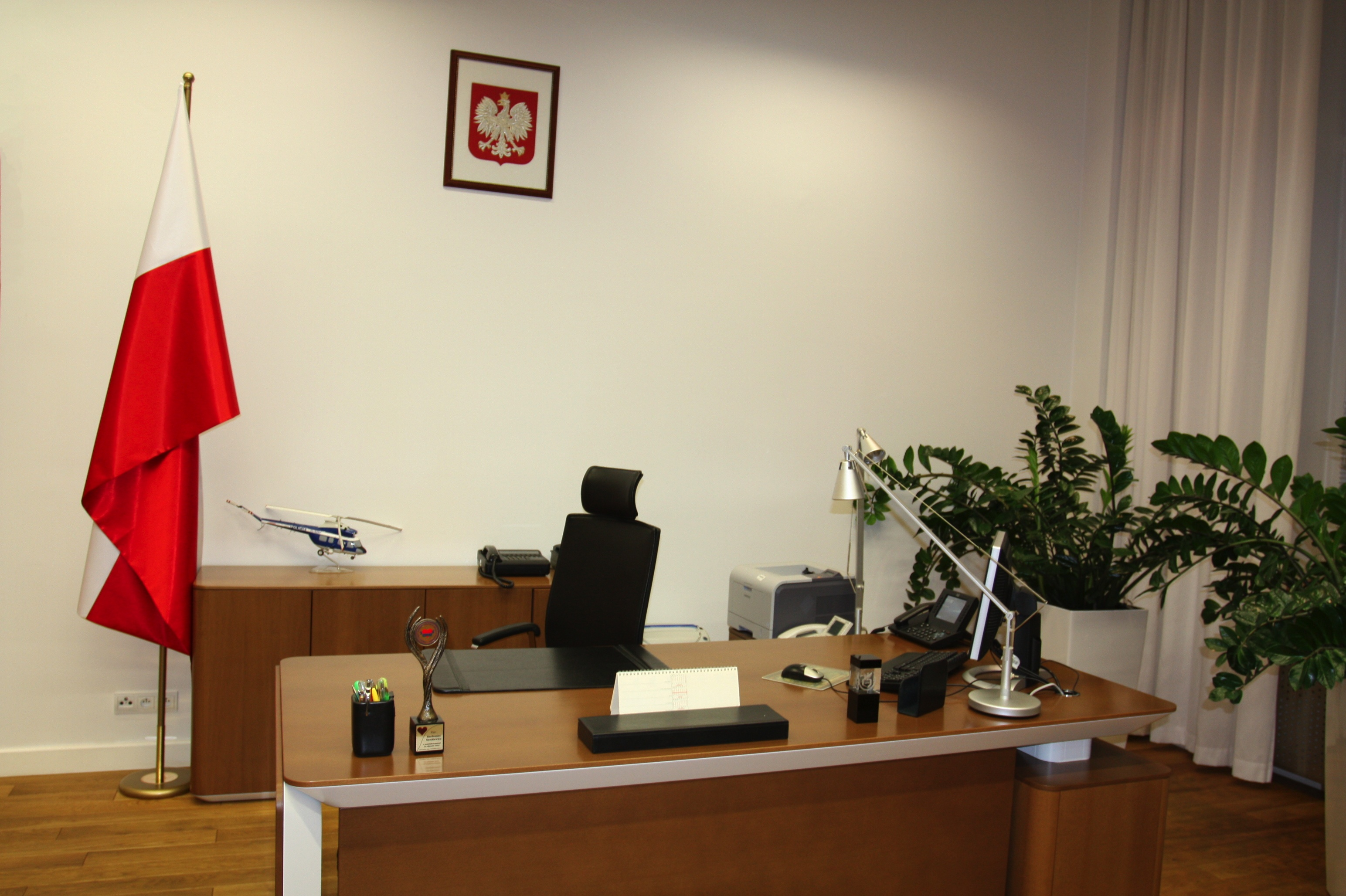
Gabinet ministra

Ministerstwo Spraw Wewnętrznych (MSW) – istniejący w latach 2011–2015 urząd administracji rządowej w Polsce obsługujący ministra właściwego do spraw wewnętrznych. 
Urząd został utworzony na podstawie rozporządzenia Rady Ministrów z 21 listopada 2011 (z mocą obowiązującą od 18 listopada 2011) w drodze przekształcenia Ministerstwa Spraw Wewnętrznych i Administracji. Rozporządzeniem z dnia 20 listopada 2015, które weszło w życie z dniem opublikowania – 24 listopada 2015, z mocą od 16 listopada 2015, ministerstwo zostało przekształcone w Ministerstwo Spraw Wewnętrznych i Administracji. 

## Zakres działania ministra
Na podstawie rozporządzenia Prezesa Rady Ministrów z 18 listopada 2011 r. minister spraw wewnętrznych kierował działem administracji rządowej – sprawy wewnętrzne.
Zgodnie z art. 29 ustawy z 4 września 1997 r., w skład tego działu wchodziły w momencie istnienia urzędu następujące zagadnienia:
- ochrona bezpieczeństwa i porządku publicznego,
- ochrona granic państwa, kontrola ruchu granicznego i cudzoziemców oraz koordynacja działań związanych z polityką migracyjną państwa,
- zarządzanie kryzysowe,
- obrona cywilna,
- ochrona przeciwpożarowa,
- nadzór nad ratownictwem górskim i wodnym,
- obywatelstwo,
- ewidencja ludności, dowody osobiste i paszporty,
- rejestracja stanu cywilnego oraz zmiana imion i nazwisk.

## Kierownictwo (ostatnie)
- Teresa Piotrowska (PO) – minister spraw wewnętrznych od 22 września 2014 do 16 listopada 2015
- Grzegorz Karpiński (PO) – sekretarz stanu ds. ochrony bezpieczeństwa i porządku publicznego od 27 listopada 2014
- Stanisław Rakoczy (PSL) – podsekretarz stanu ds. ochrony przeciwpożarowej i obrony cywilnej od 28 listopada 2011[5]
- Przemysław Kuna – podsekretarz stanu ds. projektów informatycznych oraz rozwoju rejestrów państwowych od 6 lipca 2015
- Edyta Szostak – dyrektor generalny od 28 lipca 2014

## Lista ministrów

### Minister Spraw Wewnętrznych (2011–2015)
| Lp. | Zdjęcie | Imię i nazwisko             | Od                | Do                | Dni     | Rząd                     |
| 1.  |         | Jacek Cichocki (PO)         | 18 listopada 2011 | 25 lutego 2013    | 465 dni | Drugi rząd Donalda Tuska |
| 2.  |         | Bartłomiej Sienkiewicz (PO) | 25 lutego 2013    | 22 września 2014  | 574 dni | Drugi rząd Donalda Tuska |
| 3.  |         | Teresa Piotrowska (PO)      | 22 września 2014  | 16 listopada 2015 | 420 dni | Rząd Ewy Kopacz          |

## Struktura ministerstwa

### Komórki organizacyjne ministerstwa[6][7][8][9][10][11]
- Gabinet Polityczny Ministra
- Biuro Ministra
- Departament Budżetu
- Departament Ewidencji Państwowych
- Departament Kontroli, Skarg i Wniosków
- Departament Komunikacji Społecznej
- Departament Obywatelstwa i Repatriacji
- Departament Polityki Migracyjnej
- Departament Porządku Publicznego
- Departament Prawny
- Departament Ratownictwa i Ochrony Ludności
- Departament Spraw Obywatelskich
- Departament Teleinformatyki
- Departament Współpracy Międzynarodowej i Funduszy Europejskich
- Departament Zdrowia
- Departament Zezwoleń i Koncesji
- Biuro Administracyjno-Finansowe
- Biuro Kadr, Szkolenia i Organizacji
- Biuro Ochrony Informacji Niejawnych

### Organy podległe ministrowi lub przez niego nadzorowane[3]
Centralne organy administracji rządowej podległe ministrowi:
- Komendant Główny Policji[12]
- Komendant Główny Straży Granicznej[13]
- Komendant Główny Państwowej Straży Pożarnej[14]
- Szef Obrony Cywilnej Kraju[15]

Centralne organy administracji rządowej nadzorowane przez ministra:
- Szef Urzędu do Spraw Cudzoziemców[16]

Inne organy podległe ministrowi:
- Dyrektor Zakładu Emerytalno-Rentowego Ministerstwa Spraw Wewnętrznych[17][18]
- Centrum Obsługi Projektów Europejskich Ministerstwa Spraw Wewnętrznych[19]

### Jednostki organizacyjne podległe ministrowi lub przez niego nadzorowane[20]
Jednostki organizacyjne podległe ministrowi:
- Biuro Ochrony Rządu
- Państwowa Inspekcja Sanitarna Ministerstwa Spraw Wewnętrznych
- Zarząd Zasobów Mieszkaniowych Ministerstwa Spraw Wewnętrznych

Jednostki organizacyjne nadzorowane przez ministra:
- Wyższa Szkoła Policji w Szczytnie
- Szkoła Główna Służby Pożarniczej
- Instytut Technologii Bezpieczeństwa "Moratex" w Łodzi
- Centralne Laboratorium Kryminalistyczne Policji
- Centrum Naukowo-Badawcze Ochrony Przeciwpożarowej im. Józefa Tuliszkowskiego – Państwowy Instytut Badawczy
- Centrum Personalizacji Dokumentów Ministerstwa Spraw Wewnętrznych
- Centralny Ośrodek Informatyki
- samodzielne publiczne zakłady opieki zdrowotnej utworzone przez ministra (29)